# UMTS

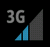
안드로이드 기반 스마트폰의 알림 바에 표시된 3G 기호

범용 이동 통신 시스템(Universal Mobile Telecommunication System, UMTS)은 GSM 표준에 기반한 네트워크용 3G 이동 통신 시스템이다. UMTS는 광대역 부호 분할 다중 접속 (W-CDMA) 무선 접속 기술을 사용하여 GPRS 및 회선 교환 데이터와 같은 이전 2G 시스템에 비해 이동 통신망 사업자에게 더 큰 스펙트럼 효율성과 대역폭을 제공한다. UMTS는 이론상 최대 Mbit/s의 데이터 전송률 2를 제공한다.
3GPP (3세대 파트너십 프로젝트)에서 개발 및 유지 관리하는 UMTS는 국제전기통신연합 IMT-2000 표준 세트의 구성 요소이며 경쟁하는 cdmaOne 기술 기반 네트워크용 CDMA2000 표준 세트와 비교된다. UMTS에 설명된 기술은 때때로 FOMA 또는 3GSM으로도 언급된다.

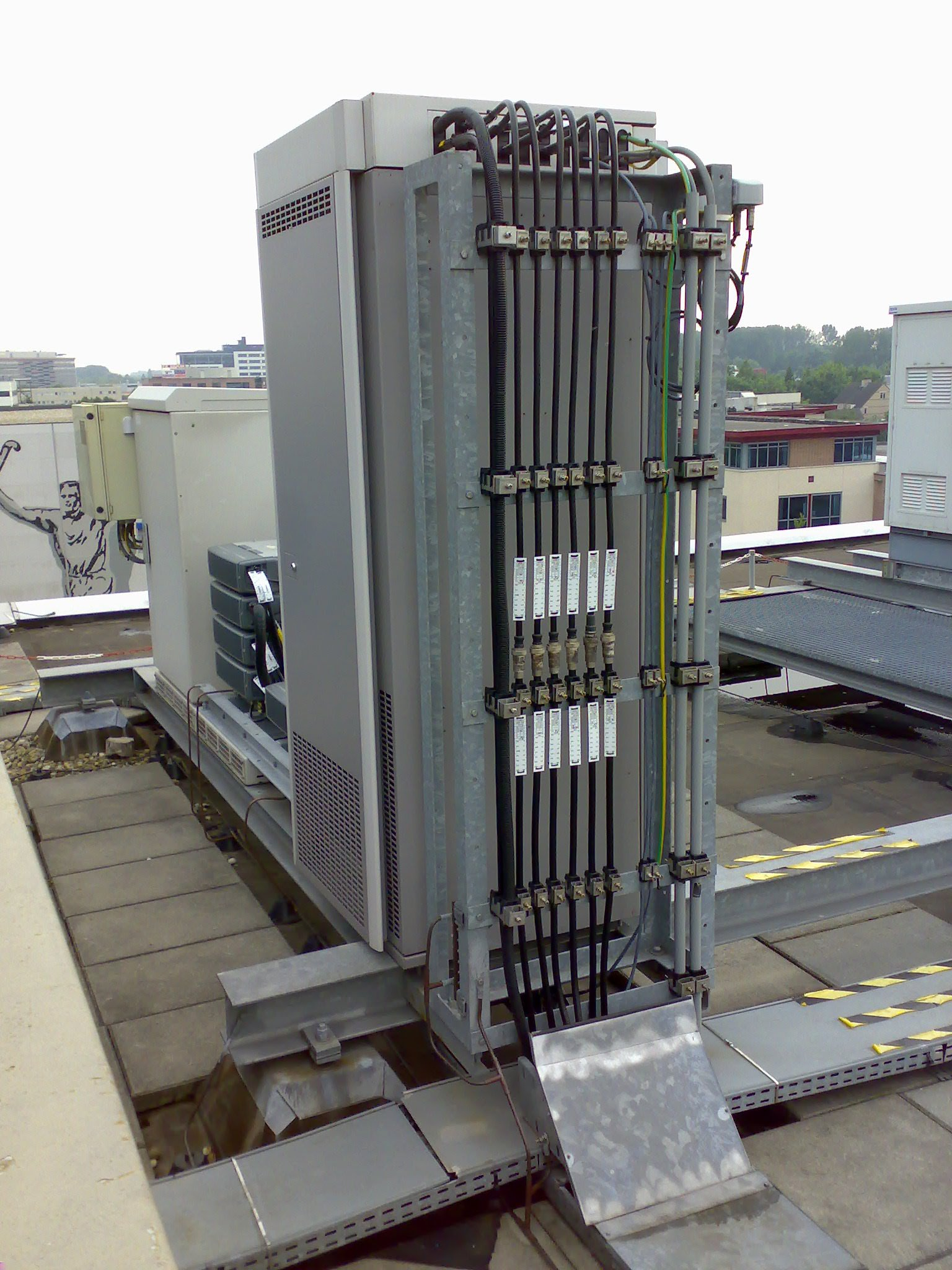
건물 지붕의 UMTS 기지국

UMTS는 무선 접속 네트워크 (UMTS 지상 무선 접속 네트워크, 또는 UTRAN), 코어 네트워크 (Mobile Application Part, 또는 MAP) 및 SIM 카드를 통한 사용자 인증을 포함하는 완전한 네트워크 시스템을 지정한다. EDGE (GSM 기반 IMT 단일 캐리어) 및 CDMA2000 (IMT 멀티 캐리어)과 달리 UMTS는 새로운 기지국과 새로운 주파수 할당을 필요로 한다. UMTS는 이후 HSPA로 향상되었다.

## 기능
UMTS는 HSPA+가 네트워크에 구현될 때 이론상 최대 전송 속도 42 Mbit/s를 지원한다. 구축된 네트워크의 사용자는 Release '99 (R99) 핸드셋 (원래 UMTS 릴리스)의 경우 최대 384 kbit/s, HSDPA 핸드셋의 경우 다운링크 연결에서 7.2 Mbit/s의 전송 속도를 기대할 수 있다. 이 속도는 단일 GSM 오류 수정 회선 교환 데이터 채널의 9.6 kbit/s, 고속 회선 교환 데이터의 여러 9.6 kbit/s 채널 및 CDMAOne 채널의 14.4 kbit/s보다 훨씬 빠르다.
2006년부터 많은 국가의 UMTS 네트워크는 3.5G로도 알려진 고속 하향 패킷 접속(HSDPA)으로 업그레이드되었거나 업그레이드 중이다. 현재 HSDPA는 최대 21 Mbit/s의 다운링크 전송 속도를 가능하게 한다. HSUPA를 이용한 상향 링크 전송 속도 개선 작업도 진행 중이다. 3GPP LTE 표준은 UMTS를 계승하며, 처음에 직교 주파수 분할 다중 기반의 차세대 무선 인터페이스 기술을 사용하여 다운링크 100 Mbit/s, 업링크 50 Mbit/s의 4G 속도를 제공했으며, 최대 3 Gbit/s까지 확장 가능하다.
최초의 전국 소비자 UMTS 네트워크는 2002년에 이동 통신사가 제공하는 모바일 TV 및 화상 통화와 같은 모바일 애플리케이션에 중점을 두어 출시되었다. UMTS의 고속 데이터 속도는 이제 주로 인터넷 접속에 활용된다. 일본 및 다른 지역의 경험에 따르면 화상 통화에 대한 사용자 요구가 높지 않으며, 이동 통신사가 제공하는 오디오/비디오 콘텐츠는 Wi-Fi, Bluetooth 또는 USB를 통해 핸드셋에서 직접 또는 컴퓨터에 연결하여 월드 와이드 웹에 고속으로 접속하는 방식이 선호됨에 따라 인기가 감소했다.

## 에어 인터페이스

UMTS 네트워크 아키텍처

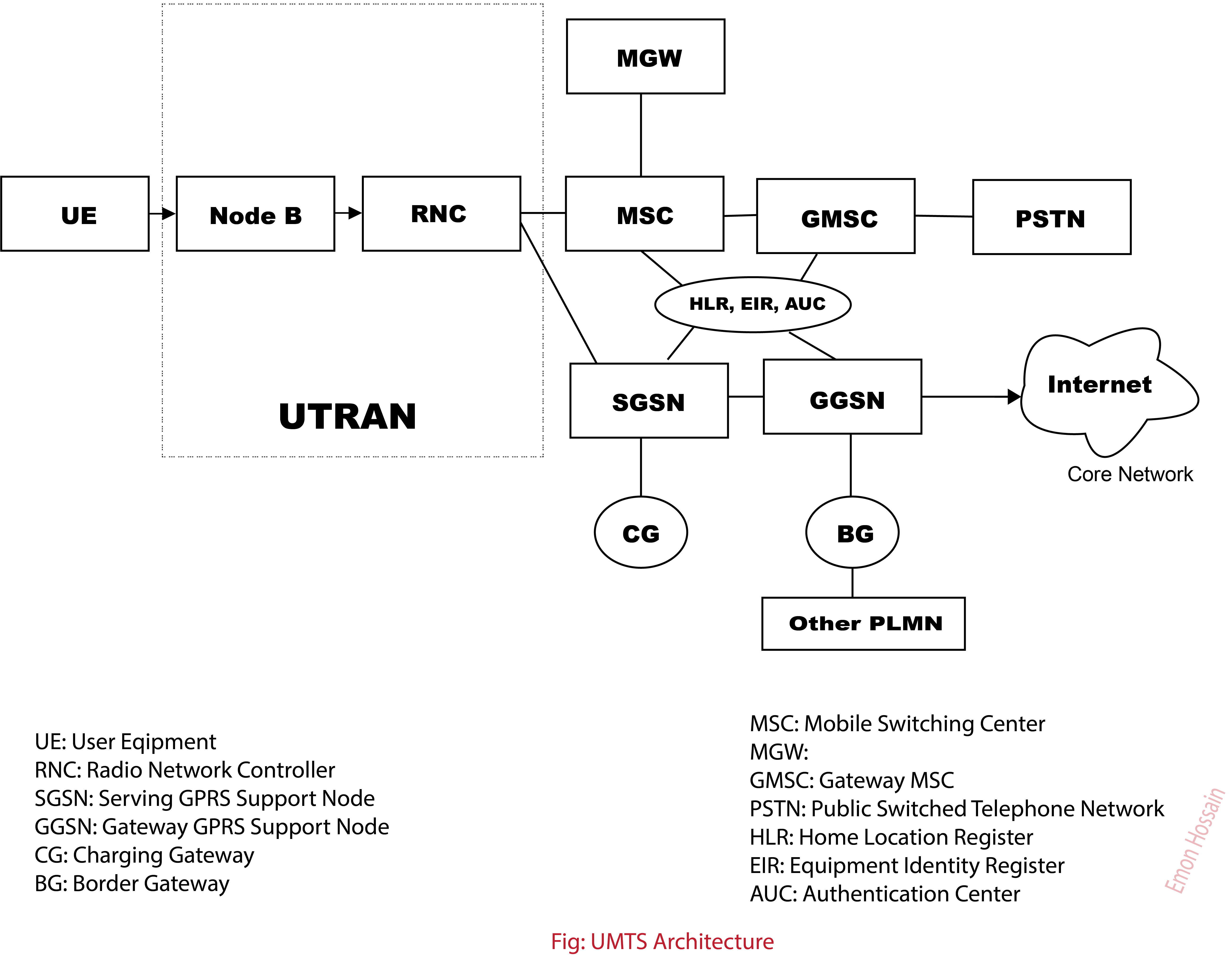
UMTS 네트워크 아키텍처

UMTS는 세 가지 다른 지상 에어 인터페이스, GSM의 Mobile Application Part (MAP) 코어, 그리고 GSM 계열의 음성 코덱을 결합한다.
무선 인터페이스를 UMTS 지상 무선 접속 (UTRA)이라고 한다. 모든 무선 인터페이스 옵션은 ITU의 IMT-2000의 일부이다. 현재 가장 인기 있는 휴대폰용 변형에서는 W-CDMA (IMT Direct Spread)가 사용된다. 이는 사용자 장비를 UMTS 지상 무선 접속 네트워크에 연결하므로 "Uu 인터페이스"라고도 불린다.
W-CDMA, TD-CDMA 및 TD-SCDMA라는 용어는 오해의 소지가 있다. 이 용어들은 단순히 채널 액세스 방식 (즉, CDMA의 변형)을 다루는 것처럼 보이지만, 실제로는 전체 무선 인터페이스 표준에 대한 일반적인 이름이다.

### W-CDMA (UTRA-FDD)
W-CDMA (WCDMA; 광대역 코드분할다중접속), UMTS-FDD, UTRA-FDD, 또는 IMT-2000 CDMA Direct Spread와 함께, 3G 이동 통신 네트워크에서 발견되는 무선 인터페이스 표준이다. 이는 기존의 셀룰러 음성, 문자 및 MMS 서비스를 지원하지만, 고속으로 데이터도 전송할 수 있어 이동통신 사업자들이 스트리밍 및 광대역 인터넷 접속을 포함한 고대역폭 애플리케이션을 제공할 수 있도록 한다.
W-CDMA는 5 MHz 폭의 채널 쌍을 사용하는 DS-CDMA 채널 접근 방식을 사용한다. 반면, 경쟁 시스템인 CDMA2000은 통신 방향당 하나 이상의 사용 가능한 1.25 MHz 채널을 사용한다. W-CDMA 시스템은 넓은 스펙트럼 사용으로 인해 광범위하게 비판을 받았으며, 이는 3G 서비스에 특화된 새로운 주파수 할당에 비교적 느리게 조치를 취한 국가(예: 미국)에서의 배치를 지연시켰다.
UMTS 표준에서 원래 정의된 특정 주파수 대역은 이동국-기지국(상향링크)의 경우 1885–2025 MHz, 기지국-이동국(하향링크)의 경우 2110–2200 MHz이다. 미국에서는 1900 MHz 대역이 이미 사용 중이었기 때문에 대신 1710–1755 MHz 및 2110–2155 MHz가 사용된다. UMTS2100이 가장 널리 배포된 UMTS 대역이지만, 일부 국가의 UMTS 사업자들은 850 MHz (유럽에서는 900 MHz) 및 1900 MHz 대역을 사용하며 (독립적으로, 즉 상향링크와 하향링크가 동일한 대역 내에 있음), 특히 미국에서는 AT&T 모빌리티, 뉴질랜드에서는 텔레콤 뉴질랜드의 XT 모바일 네트워크에서, 오스트레일리아에서는 텔스트라의 Next G 네트워크에서 사용된다. T-모바일과 같은 일부 통신사는 UMTS 주파수를 식별하기 위해 대역 번호를 사용한다. 예를 들어, 대역 I (2100 MHz), 대역 IV (1700/2100 MHz), 대역 V (850 MHz) 등이다.
UMTS-FDD는 Universal Mobile Telecommunications System (UMTS) –  주파수 분할 이중화 (FDD)의 준말이며, UMTS 지상 무선 접속(UTRA) 무선 인터페이스를 통해 이중화를 위해 주파수 분할 이중화를 사용하는 3GPP 표준화된 UMTS 네트워크 버전이다.
W-CDMA는 일본의 NTT 도코모의 FOMA 서비스의 기반이며, 범용 이동 통신 시스템(UMTS) 계열에서 가장 일반적으로 사용되는 구성원으로 때로는 UMTS의 동의어로 사용된다. 이는 DS-CDMA 채널 접속 방식과 FDD 이중화 방식을 사용하여 대부분의 이전에 사용된 TDMA 및 시분할 이중화 (TDD) 방식에 비해 더 빠른 속도를 달성하고 더 많은 사용자를 지원한다.
공중에서는 진화적 업그레이드가 아니지만, 전 세계적으로 배치된 2G GSM 네트워크와 동일한 코어 네트워크를 사용하여 GSM/EDGE와 함께 듀얼 모드 휴대폰 작동을 가능하게 한다. 이는 UMTS 계열의 다른 구성원과 공유하는 기능이다.

#### 개발
1990년대 후반, W-CDMA는 NTT 도코모에 의해 3G 네트워크 FOMA의 무선 인터페이스로 개발되었다. 나중에 NTT 도코모는 국제 3G 표준인 IMT-2000의 후보로 ITU에 사양을 제출했다. ITU는 결국 W-CDMA를 CDMA2000, EDGE, 단거리 DECT 시스템의 대안으로 IMT-2000 3G 표준 계열의 일부로 승인했다. 나중에 W-CDMA는 UMTS의 무선 인터페이스로 선정되었다.
NTT 도코모는 3G Release 99 사양의 최종 확정을 기다리지 않았기 때문에, 초기에는 그들의 네트워크가 UMTS와 호환되지 않았다. 그러나 이는 NTT 도코모가 네트워크를 업데이트함으로써 해결되었다.
코드 분할 다중 접속 통신 네트워크는 수년에 걸쳐 여러 회사에서 개발되었지만, CDMA 기반 휴대폰 네트워크(W-CDMA 이전) 개발은 소비자 휴대폰을 위한 실용적이고 비용 효율적인 CDMA 구현을 성공적으로 개발한 최초의 회사인 퀄컴이 주도했으며, 퀄컴의 초기 IS-95 무선 인터페이스 표준은 현재의 CDMA2000 (IS-856/IS-2000) 표준으로 발전했다. 퀄컴은 W-CDMA (3GPP)와 CDMA2000 (3GPP2) 네트워크 기술을 전 세계 표준 무선 인터페이스를 위한 단일 설계로 통합하는 CDMA2000 3x라는 실험적인 광대역 CDMA 시스템을 만들었다. CDMA2000과의 호환성은 일본을 넘어 기존 네트워크에서 로밍을 유익하게 가능하게 했을 것이다. 퀄컴 CDMA2000 네트워크는 특히 미주 지역에 광범위하게 배치되었고, 2006년 기준 58개국에서 적용되었다. 그러나 요구 사항의 차이로 인해 W-CDMA 표준이 유지되어 전 세계적으로 배치되었다. W-CDMA는 2012년 4월 기준 178개국에 457개의 상용 네트워크를 보유하며 지배적인 기술이 되었다. 몇몇 CDMA2000 사업자들은 국제 로밍 호환성과 LTE로의 원활한 업그레이드 경로를 위해 네트워크를 W-CDMA로 전환하기도 했다.
기존 무선 인터페이스 표준과의 비호환성, 늦은 도입 및 완전히 새로운 송신기 기술 배포의 높은 업그레이드 비용에도 불구하고, W-CDMA는 지배적인 표준이 되었다.

#### W-CDMA의 근거
W-CDMA는 5 MHz 폭의 무선 채널 쌍으로 전송하는 반면, CDMA2000은 1.25 MHz 무선 채널 쌍 한두 개 이상으로 전송한다. W-CDMA는 CDMA2000과 같이 직접 시퀀스 CDMA 전송 기술을 사용하지만, W-CDMA는 단순히 CDMA2000의 광대역 버전이 아니며 CDMA2000과는 여러 면에서 다르다. 공학적인 관점에서 W-CDMA는 비용, 용량, 성능 및 밀도 간에 다른 균형을 제공하며, 비디오폰 핸드셋의 비용 절감이라는 이점도 약속한다. W-CDMA는 유럽과 아시아의 매우 밀집된 도시에서의 배포에도 더 적합할 수 있다. 그러나 장애물은 남아 있으며, 퀄컴과 W-CDMA 공급업체 간의 교차 라이선스 특허는 퀄컴 특허에 의해 여전히 보호되는 W-CDMA 기능으로 인한 잠재적인 특허 문제를 제거하지 못했다.
W-CDMA는 모바일폰이 타워와 통신하는 방식, 신호 변조 방식, 데이터그램 구조, 그리고 기술 요소에 대한 자유로운 경쟁을 허용하는 시스템 인터페이스를 정의하는 상세한 프로토콜인 완전한 사양 세트로 개발되었다.

#### 배치
세계 최초의 상용 W-CDMA 서비스인 FOMA는 일본의 NTT 도코모에 의해 2001년에 출시되었다.
다른 지역에서는 W-CDMA 배포가 주로 UMTS 브랜드로 판매된다.
W-CDMA는 또한 미국 이동 사용자 목표 시스템에서 이동 기지국 대신 지구 동기 위성을 사용하여 위성 통신에 사용하도록 채택되었다.
J-폰 일본 (한때 보다폰이었고 현재는 소프트뱅크 모바일)은 곧 자체 W-CDMA 기반 서비스를 출시했으며, 원래 "보다폰 글로벌 표준"이라는 브랜드를 사용하며 UMTS 호환성을 주장했다. 이 서비스의 이름은 2004년 12월에 "보다폰 3G"(현재 "소프트뱅크 3G")로 변경되었다.
2003년부터 허치슨 왐포아는 점진적으로 새로운 UMTS 네트워크를 출시했다.
대부분의 국가는 ITU가 3G 이동통신 서비스를 승인한 이후, 가장 높은 대가를 지불할 의사가 있는 기업에 무선 주파수를 "경매"하거나, 라이센스를 부여받을 경우 어떤 것을 약속할 의도인지 다양한 기업에게 제시를 요청하는 "미인 대회"를 개최했다. 이 전략은 사업자들이 입찰 또는 제안을 이행하기 위해 거의 파산 지경에 이르도록 현금을 고갈시키려는 의도라고 비판받아 왔다. 대부분의 사업자는 서비스 출시 기한이 정해져 있으며, 특정 날짜까지 특정 "커버리지"를 달성하지 못하면 라이센스가 취소될 수 있다.
보다폰은 2004년 2월 유럽에서 여러 UMTS 네트워크를 출시했다. 싱가포르의 MobileOne은 2005년 2월에 3G (W-CDMA) 서비스를 상업적으로 출시했다. 뉴질랜드는 2005년 8월, 오스트레일리아는 2005년 10월에 출시했다.
AT&T 모빌리티는 2005년부터 2022년 2월 폐쇄될 때까지 HSPA+가 적용된 UMTS 네트워크를 사용했다.
캐나다의 로저스 커뮤니케이션스는 2007년 3월 토론토 골든 호스슈 지역에서 W-CDMA 850/1900 MHz로 HSDPA를 출시했으며, 2007년 10월 상위 25개 도시에서 상업 서비스를 시작할 계획이다.
텔리아는 2004년 10월 13일 핀란드에서 W-CDMA 서비스를 시작했으며, 속도는 최대 384 kbit/s였다. 주요 도시에서만 이용 가능하며, 가격은 약 €2/MB이다.
대한민국의 두 최대 이동통신 서비스 제공업체인 SK텔레콤과 KTF는 각각 2003년 12월부터 W-CDMA 서비스를 제공하기 시작했다. 낮은 커버리지와 부족한 휴대폰 선택지로 인해 W-CDMA 서비스는 CDMA2000이 지배하던 한국 시장에 거의 영향을 미치지 못했다. 2006년 10월까지 두 회사 모두 90개 이상의 도시를 커버하고 있으며, SK텔레콤은 2007년 상반기까지 SBSM (싱글 밴드 싱글 모드) 단말기를 제공하기 위해 전국적으로 WCDMA 네트워크를 커버할 것이라고 발표했다. 이에 따라 KT Freecel은 CDMA2000 네트워크 개발에 대한 투자를 최소한으로 줄일 것이다.
노르웨이에서는 텔레노르가 2004년 말 주요 도시에 W-CDMA를 도입했으며, 경쟁사인 NetCom은 몇 달 후 뒤따랐다. 두 사업자 모두 EDGE에서 98%의 전국 커버리지를 제공하지만, 텔레노르는 GSM에서 병렬 WLAN 로밍 네트워크를 보유하고 있으며, UMTS 서비스는 이와 경쟁하고 있다. 이러한 이유로 텔레노르는 오스트리아에서 WLAN 서비스 지원을 중단하고 있다 (2006년).
말레이시아의 두 이동통신 서비스 제공업체인 맥시스 커뮤니케이션즈와 셀콤은 2005년에 W-CDMA 서비스를 제공하기 시작했다.
스웨덴에서는 텔리아가 2004년 3월에 W-CDMA를 도입했다.

### UTRA-TDD
UMTS-TDD는 범용 이동 통신 시스템(UMTS) –  시분할 이중화 (TDD)의 준말이며, UTRA-TDD를 사용하는 UMTS 네트워크의 3GPP 표준화 버전이다. UTRA-TDD는 이중화를 위해 시분할 이중화를 사용하는 UTRA이다. UMTS의 완전한 구현이지만, 주로 WiMAX가 사용될 수 있는 상황과 유사한 환경에서 인터넷 접속을 제공하는 데 사용된다. UMTS-TDD는 UMTS-FDD와 직접 호환되지 않는다: 한 표준을 사용하도록 설계된 장치는 무선 인터페이스 기술과 사용 주파수의 차이로 인해 특별히 설계되지 않은 한 다른 표준에서 작동할 수 없다. 이는 보다 공식적으로 IMT-2000 CDMA-TDD 또는 IMT 2000 시간 분할 (IMT-TD)로 불린다.
UMTS-TDD의 두 가지 UMTS 무선 인터페이스(UTRA)는 TD-CDMA와 TD-SCDMA이다. 두 무선 인터페이스 모두 두 가지 채널 접근 방식, 즉 코드 분할 다중 접속 (CDMA)과 시분할 다중 접속 (TDMA)을 결합하여 사용한다. 주파수 대역은 시간 슬롯(TDMA)으로 나뉘며, 이는 CDMA 확산 코드를 사용하여 다시 채널로 나뉘어진다. 이러한 무선 인터페이스는 시간 슬롯을 상향 링크 또는 하향 링크 트래픽에 할당할 수 있으므로 TDD로 분류된다.

#### TD-CDMA (UTRA-TDD 3.84 Mcps 고칩률 (HCR))
TD-CDMA는 시분할-코드 분할 다중 접속의 준말이며, 여러 시간 슬롯(TDMA)에 걸쳐 확산 스펙트럼 다중 접속(CDMA)을 사용하는 채널 접근 방식이다. TD-CDMA는 UMTS 지상 무선 접속-시분할 이중화 고칩률의 준말인 UTRA-TDD HCR의 채널 접근 방식이다.
TD-CDMA 채널 액세스 기술을 사용하는 UMTS-TDD의 무선 인터페이스는 UTRA-TDD HCR로 표준화되어 있으며, 5 MHz 스펙트럼 증가를 사용하며 각 조각은 15개의 시간 슬롯(초당 1500개)을 포함하는 10 ms 프레임으로 나뉜다. 시간 슬롯(TS)은 하향 링크 및 상향 링크에 고정된 백분율로 할당된다. TD-CDMA는 여러 트랜시버에서 또는 여러 트랜시버로 스트림을 다중화하는 데 사용된다. W-CDMA와 달리, 상향 및 하향 스트림에 별도의 주파수 대역이 필요하지 않아 좁은 대역에 배포할 수 있다.
TD-CDMA는 IMT-2000의 일부로, IMT-TD 시간 분할 (IMT CDMA TDD)로 정의되며, 3GPP에 의해 UTRA-TDD HCR로 표준화된 세 가지 UMTS 무선 인터페이스(UTRA) 중 하나이다. UTRA-TDD HCR은 W-CDMA와 밀접하게 관련되어 있으며, 가능한 경우 동일한 유형의 채널을 제공한다. UMTS의 HSDPA/HSUPA 향상도 TD-CDMA에서 구현된다.
미국에서는 이 기술이 뉴욕 및 몇몇 다른 지역에서 공공 안전 및 정부용으로 사용되었다. 일본에서는 IPMobile이 2006년에 TD-CDMA 서비스를 제공할 계획이었으나, 지연되어 TD-SCDMA로 변경되었고, 서비스가 공식적으로 시작되기 전에 파산했다.

#### TD-SCDMA (UTRA-TDD 1.28 Mcps 저칩률 (LCR))
시분할 동기 코드 분할 다중 접속 (TD-SCDMA) 또는 UTRA TDD 1.28 Mcps 저칩률 (UTRA-TDD LCR)는 W-CDMA의 대안으로 중국의 UMTS 이동통신 네트워크에서 발견되는 무선 인터페이스이다.
TD-SCDMA는 TD-CDMA보다 훨씬 더 좁은 주파수 대역에 배치할 수 있도록 1.6 MHz 스펙트럼 조각에 적응형 동기화 CDMA 구성 요소와 결합된 TDMA 채널 접근 방식을 사용한다. 이는 3GPP에 의해 표준화되었으며 "UTRA-TDD LCR"이라고도 불린다. 그러나 이 중국 개발 표준 개발의 주요 동기는 비중국 특허 소유자에게 지불해야 하는 라이선스 비용을 회피하거나 줄이는 것이었다. 다른 무선 인터페이스와 달리 TD-SCDMA는 처음부터 UMTS의 일부가 아니었지만, 사양의 Release 4에서 추가되었다.
TD-CDMA와 마찬가지로 TD-SCDMA는 IMT-2000 내에서 IMT CDMA TDD로 알려져 있다.
"TD-SCDMA"라는 용어는 오해의 소지가 있다. 채널 접근 방식만을 다루는 것처럼 보이지만 실제로는 전체 무선 인터페이스 사양의 일반적인 이름이다.
TD-SCDMA / UMTS-TDD (LCR) 네트워크는 W-CDMA / UMTS-FDD 및 TD-CDMA / UMTS-TDD (HCR) 네트워크와 호환되지 않는다.

##### 목표
TD-SCDMA는 서구 기술에 대한 의존을 피하기 위해 중화인민공화국의 중국 통신 기술 연구원(CATT), 다탕 텔레콤 및 지멘스에 의해 개발되었다. 이는 주로 다른 3G 포맷이 다수의 서구 특허 소유자에게 특허료를 지불해야 한다는 실질적인 이유 때문일 가능성이 높다.
TD-SCDMA 지지자들은 또한 인구 밀집 지역에 더 적합하다고 주장한다. 또한, W-CDMA는 대칭 트래픽 및 매크로 셀에 최적화되어 있고, TD-CDMA는 마이크로 또는 피코 셀 내의 낮은 이동성 시나리오에서 가장 잘 사용되는 반면, 모든 사용 시나리오를 포괄해야 한다고 여겨진다.
TD-SCDMA는 확산 스펙트럼 기술을 기반으로 하므로 서구 특허권자에게 라이선스 비용을 완전히 지불하지 않을 가능성은 낮다. 전국 TD-SCDMA 네트워크 출시는 당초 2005년까지 예상되었으나, 2008년에 8개 도시에서 6만 명의 사용자를 대상으로 한 대규모 상업 시험에만 도달했다.
2009년 1월 7일, 중국은 중국이동통신에 TD-SCDMA 3G 라이센스를 부여했다.
2009년 9월 21일, 중국이동통신은 2009년 8월 말 기준 TD-SCDMA 가입자가 1,327,000명이라고 공식 발표했다.
TD-SCDMA는 중국 외에서는 일반적으로 사용되지 않는다.

##### 기술적 특징
TD-SCDMA는 W-CDMA에서 사용되는 FDD 방식과 달리 TDD를 사용한다. 다운링크와 상향링크에 사용되는 시간 슬롯의 수를 동적으로 조정함으로써 시스템은 FDD 방식보다 다운링크와 상향링크에서 다른 데이터 속도 요구 사항을 가진 비대칭 트래픽을 더 쉽게 수용할 수 있다. 다운링크와 상향링크에 동일한 반송 주파수가 필요하지 않으므로 스펙트럼 할당 유연성도 향상된다. 또한 상향링크와 다운링크에 동일한 반송 주파수를 사용하면 채널 조건이 양방향에서 동일하며, 기지국은 상향링크 채널 추정에서 다운링크 채널 정보를 추론할 수 있어 빔포밍 기술 적용에 도움이 된다.
TD-SCDMA는 WCDMA에서 사용되는 CDMA 외에 TDMA도 사용한다. 이는 각 시간 슬롯의 사용자 수를 줄여 다중 사용자 감지 및 빔포밍 방식의 구현 복잡성을 줄이지만, 비연속 전송은 또한 커버리지를 줄이고 (필요한 피크 전력이 높기 때문에), 이동성을 저하시키며 (낮은 전력 제어 주파수 때문에), 무선 자원 관리 알고리즘을 복잡하게 만든다.
TD-SCDMA의 "S"는 "동기식"을 의미하며, 이는 상향링크 신호가 기지국 수신기에서 동기화되며, 이는 연속적인 타이밍 조정을 통해 달성된다. 이는 서로 다른 코드를 사용하는 동일한 시간 슬롯 사용자 간의 직교성을 향상시켜 간섭을 줄여 시스템 용량을 증가시키지만, 상향링크 동기화를 달성하는 데 약간의 하드웨어 복잡성을 수반한다.

##### 역사
2006년 1월 20일, 중화인민공화국 정보산업부는 TD-SCDMA가 중국의 3G 이동통신 표준임을 공식 발표했다. 2006년 2월 15일, 중국 내 네트워크 구축 일정표가 발표되었으며, 일부 도시에서 여러 테스트 네트워크 완공 후 사전 상용 시험이 시작될 것이라고 명시되었다. 이 시험은 2006년 3월부터 10월까지 진행되었으나, 결과는 만족스럽지 못했다. 2007년 초, 중국 정부는 지배적인 이동통신 사업자인 중국이동통신에 8개 도시에서 상업 시험 네트워크를 구축하도록 지시했으며, 두 유선 통신 사업자인 중국텔레콤과 중국 넷콤에 각각 다른 두 도시에서 하나씩 구축하도록 지시했다. 이 시험 네트워크 구축은 2007년 4분기에 완료될 예정이었으나, 지연으로 인해 2008년 초까지 완공되지 못했다.
이 표준은 Rel-4부터 3GPP에 의해 "UTRA TDD 1.28 Mcps Option"으로 채택되었다.
2008년 3월 28일, 중국이동통신 그룹은 2008년 4월 1일부터 8개 도시에서 6만 명의 시험 사용자를 대상으로 TD-SCDMA "상업 시험"을 발표했다. 다른 3G 표준(WCDMA 및 CDMA2000 EV/DO)을 사용하는 네트워크는 중국에서 아직 출시되지 않았으며, 이는 TD-SCDMA가 상업 출시 준비가 될 때까지 지연되었다.
2009년 1월, 중화인민공화국 공업정보화부는 오랜 기다림 끝에 3개의 통신사에 3가지 다른 3세대 이동통신 표준 라이선스를 할당하는 이례적인 조치를 취했으며, 이는 410억 달러 규모의 신규 장비 지출을 유도할 것으로 예상된다. 중국이 개발한 표준인 TD-SCDMA는 가입자 수 기준 세계 최대 통신사인 중국이동통신에 할당되었다. 이는 새로운 시스템이 성공할 수 있도록 재정적 및 기술적 지원을 확보하려는 노력으로 보였다. 기존 3G 표준인 W-CDMA와 CDMA2000 1xEV-DO의 라이선스는 각각 중국연합통신과 중국텔레콤에 할당되었다. 3세대 또는 3G 기술은 웹 서핑, 무선 비디오 및 기타 서비스를 지원하며, 서비스 시작은 새로운 수익 성장을 촉진할 것으로 기대된다.
공업정보화부의 기술 분할은 중국이동통신의 3G 시장 성과를 저해했으며, 사용자와 중국이동통신 엔지니어 모두 네트워크에서 사용할 적합한 핸드셋의 부족을 지적했다. 기지국 배치도 느려 사용자 서비스 개선이 미흡했다. 네트워크 연결 자체도 다른 두 통신사보다 지속적으로 느려 시장 점유율이 급격히 하락했다. 2011년까지 중국이동통신은 이미 TD-LTE에 초점을 맞추었다. TD-SCDMA 기지국 폐쇄는 2016년부터 시작되었다.

##### 주파수 대역 및 배치
다음은 3세대 TD-SCDMA / UMTS-TDD (LCR) 기술을 사용하는 이동 통신 네트워크 목록이다.
| 사업자       | 국가           | 주파수 (MHz) | 대역         | 출시일 | 참고 |
| ------------ | -------------- | ------------ | ------------ | --- | --- |
| 중국이동통신 | 중화인민공화국 | 2100         | A+ (대역 34) | 틀:Dts 오류: '2009년 1월'는 유효하지 않은 날짜입니다                                                         | (↓↑) 2010–2025 MHz 네트워크는 단계적으로 폐기되고 있으며 2025년까지 중단될 예정이다.                             |
| 중국이동통신 | 중화인민공화국 | 1900         | A− (대역 33) | 틀:Dts 오류: '2009년 1월'는 유효하지 않은 날짜입니다 - 틀:Dts 오류: '2013년 12월'는 유효하지 않은 날짜입니다 | (↓↑) 1900–1920 MHz (대역 39의 하위 집합) RRU 소프트웨어 업데이트를 통해 TDD-LTE (B39)로 네트워크 업그레이드됨.   |
| 없음         | 중화인민공화국 | 1900         | F (대역 39)  | 해당 없음 | (↓↑) 1880–1920 MHz 배포되지 않았으며, 나중에 TD-LTE에 대신 사용됨. 상위 절반은 이전에 샤오링퉁 (PHS)에서 사용됨. |
| 중국이동통신 | 중화인민공화국 | 2300         | E (대역 40)  | 틀:Dts 오류: '2009년 1월'는 유효하지 않은 날짜입니다 - 틀:Dts 오류: '2013년 12월'는 유효하지 않은 날짜입니다 | (↓↑) 2300–2400 MHz RRU 소프트웨어 업데이트를 통해 TDD-LTE (B40)로 네트워크 업그레이드됨.                         |

#### 비허가 UMTS-TDD
유럽에서는 CEPT가 비허가, 자가 제공 용도로 설계된 UMTS-TDD 변형에 대해 2010–2020 MHz 대역을 할당했다. 일부 통신 그룹 및 관할 구역에서는 수요 부족과 이 대역에 배포하기에 적합한 UMTS TDD 무선 인터페이스 기술 개발 부족으로 인해 이 서비스를 허가된 UMTS-TDD로 전환할 것을 제안했다.

#### UMTS-FDD와의 비교
일반 UMTS는 무선 인터페이스로 UTRA-FDD를 사용하며 UMTS-FDD로 알려져 있다. UMTS-FDD는 다중 접속을 위해 W-CDMA를 사용하고 이중화를 위해 주파수 분할 이중화를 사용한다. 즉, 상향 링크와 하향 링크가 서로 다른 주파수로 전송된다. UMTS는 일반적으로 운영 국가에서 1G, 2G 또는 3G 이동 전화 서비스에 할당된 주파수에서 전송된다.
UMTS-TDD는 시분할 이중화를 사용하여 상향 링크와 하향 링크가 동일한 스펙트럼을 공유할 수 있도록 한다. 이를 통해 운영자는 트래픽 패턴에 따라 사용 가능한 스펙트럼을 보다 유연하게 분할할 수 있다. 일반적인 전화 서비스의 경우, 상향 링크와 하향 링크가 거의 동일한 양의 데이터를 전송할 것으로 예상되지만(모든 전화 통화는 양방향 음성 전송이 필요하기 때문에), 인터넷 지향 트래픽은 주로 단방향이다. 예를 들어, 웹사이트를 탐색할 때 사용자는 짧은 명령을 서버로 보내지만, 서버는 일반적으로 그 명령보다 더 큰 전체 파일을 응답으로 보낸다.
UMTS-TDD는 기존 셀룰러 주파수 대신 모바일/무선 인터넷 서비스를 위한 주파수에 할당되는 경향이 있다. 이는 부분적으로 TDD 이중화가 일반적으로 셀룰러, PCS/PCN 및 3G 주파수에서 허용되지 않기 때문이다. TDD 기술은 남겨진 비대칭 스펙트럼의 사용을 가능하게 한다.
유럽 전역에서는 UMTS-TDD 또는 유사 기술을 위해 여러 대역이 특별히 제공된다. 이들은 1900 MHz 및 1920 MHz, 그리고 2010 MHz와 2025 MHz 사이이다. 여러 국가에서는 2500–2690 MHz 대역(미국에서는 MMDS로도 알려짐)이 UMTS-TDD 배포에 사용되었다. 또한, 일부 국가, 특히 영국에서는 기술 중립 환경에서 3.5 GHz 대역 주변의 스펙트럼이 할당되었다. 체코에서는 872 MHz 대역 주변에서도 UTMS-TDD가 사용된다.

#### 배치
UMTS-TDD는 오스트레일리아, 체코, 프랑스, 독일, 일본, 뉴질랜드, 보츠와나, 남아프리카 공화국, 영국, 미국 등 최소 19개국에서 공공 및 사설 네트워크에 배치되어 라이브 시스템으로 운영되고 있다.
미국에서의 배포는 지금까지 제한적이었다. 뉴욕에서 응급 구조원이 사용하는 공공 안전 지원 네트워크로 선정되었지만, 넥스텔의 실험 시스템을 제외하고는 WiMAX 표준이 일반적인 모바일 인터넷 접속 시스템으로 더 큰 주목을 받은 것으로 보인다.

#### 경쟁 표준
브로드밴드 속도 인터넷 접속을 제공하는 다양한 인터넷 접속 시스템이 존재한다. 여기에는 WiMAX와 HIPERMAN이 포함된다. UMTS-TDD는 사업자가 기존 UMTS/GSM 인프라를 보유하고 있다면 이를 활용할 수 있다는 장점이 있으며, 예를 들어 전화 서비스를 제공하려는 경우 회선 교환에 최적화된 UMTS 모드를 포함한다. UMTS-TDD의 성능 또한 더 일관적이다. 그러나 UMTS-TDD 배포자는 UMTS 호환성이 제공하는 일부 서비스를 활용하는 데 규제 문제를 겪는 경우가 많다. 예를 들어, 영국의 UMTS-TDD 스펙트럼은 전화 서비스를 제공하는 데 사용될 수 없지만, 규제 기관인 OFCOM은 미래에 이를 허용할 가능성에 대해 논의 중이다. UMTS-TDD를 고려하는 사업자 중 기존 UMTS/GSM 인프라를 보유한 곳은 거의 없다.
또한, WiMAX 및 HIPERMAN 시스템은 모바일 스테이션이 타워 근처에 있을 때 훨씬 더 큰 대역폭을 제공한다.
대부분의 모바일 인터넷 접속 시스템과 마찬가지로, UMTS-TDD를 선택할 수 있었던 많은 사용자는 많은 레스토랑과 교통 허브의 비연결 Wi-Fi 액세스 포인트의 임시 컬렉션 및 모바일 통신사가 이미 제공하는 인터넷 접속으로 자신의 요구가 충족될 것이다. 이에 비해 UMTS-TDD (및 WiMAX와 같은 시스템)는 전자의 경우보다 모바일이며 더 일관된 접속을 제공하고, 후자의 경우보다 일반적으로 더 빠른 접속을 제공한다.

## 무선 접속 네트워크
UMTS는 또한 여러 기지국으로 구성된 UMTS 지상 무선 접속 네트워크 (UTRAN)를 명시하며, 이 기지국은 서로 다른 지상 무선 인터페이스 표준 및 주파수 대역을 사용할 수 있다.
UMTS와 GSM/EDGE는 코어 망을 공유할 수 있으므로, UTRAN은 GERAN (GSM/EDGE RAN)의 대체 무선 접속 네트워크이며, 사용 가능한 커버리지 및 서비스 요구 사항에 따라 RAN 간에 (대부분) 투명한 전환을 허용한다. 따라서 UMTS 및 GSM/EDGE의 무선 접속 네트워크는 때때로 총칭하여 UTRAN/GERAN으로 불린다.
UMTS 네트워크는 종종 GSM/EDGE와 결합되며, 후자는 또한 IMT-2000의 일부이다.
RAN의 UE(User Equipment) 인터페이스는 주로 RRC (Radio Resource Control), PDCP (Packet Data Convergence Protocol), RLC (Radio Link Control) 및 MAC (Media Access Control) 프로토콜로 구성된다. RRC 프로토콜은 연결 설정, 측정, 무선 베어러 서비스, 보안 및 핸드오버 결정을 처리한다. RLC 프로토콜은 주로 세 가지 모드(Transparent Mode (TM), Unacknowledge Mode (UM), Acknowledge Mode (AM))로 나뉜다. AM 엔티티의 기능은 TCP 작동과 유사하며 UM 작동은 UDP 작동과 유사하다. TM 모드에서는 데이터가 상위 레이어의 SDU에 헤더를 추가하지 않고 하위 레이어로 전송된다. MAC는 상위 레이어(RRC)에 구성된 매개변수에 따라 무선 인터페이스에서 데이터 스케줄링을 처리한다.
데이터 전송과 관련된 속성 집합을 무선 베어러(RB)라고 한다. 이 속성 집합은 TTI(전송 시간 간격)에서 허용되는 최대 데이터를 결정한다. RB에는 RLC 정보와 RB 매핑이 포함된다. RB 매핑은 RB<->논리 채널<->전송 채널 간의 매핑을 결정한다. 신호 메시지는 신호 무선 베어러(SRB)로 전송되고 데이터 패킷(CS 또는 PS)은 데이터 RB로 전송된다. RRC 및 NAS 메시지는 SRB로 전송된다.
보안에는 무결성과 암호화라는 두 가지 절차가 포함된다. 무결성은 메시지의 출처를 검증하고 무선 인터페이스에서 아무도 (제3자/알 수 없는 당사자) 메시지를 수정하지 않았음을 보장한다. 암호화는 무선 인터페이스에서 아무도 데이터를 도청하지 않도록 보장한다. 무결성과 암호화는 SRB에 적용되는 반면, 데이터 RB에는 암호화만 적용된다.

## 코어 네트워크
Mobile Application Part와 함께, UMTS는 GSM/EDGE와 동일한 코어 망 표준을 사용한다. 이는 기존 GSM 사업자에게 간단한 마이그레이션을 가능하게 한다. 그러나 UMTS로의 마이그레이션 경로는 여전히 비용이 많이 든다. 핵심 인프라의 많은 부분이 GSM과 공유되지만, 새로운 스펙트럼 라이선스를 획득하고 기존 기지국에 UMTS를 오버레이하는 비용은 높다.
CN은 인터넷 또는 ISDN 전화 네트워크와 같은 다양한 백본 네트워크에 연결할 수 있다. UMTS(및 GERAN)는 OSI 모델의 세 가지 최하위 계층을 포함한다. 네트워크 계층(OSI 3)은 모바일 터미널과 고정 네트워크 간의 베어러 채널을 관리하는 무선 자원 관리 프로토콜(RRM)을 포함하며, 핸드오버도 관리한다.

## 주파수 대역 및 채널 대역폭

### UARFCN
UARFCN은 UTRA Absolute Radio Frequency Channel Number의 준말이며, UTRA는 UMTS Terrestrial Radio Access를 의미하며, UMTS 주파수 대역의 주파수를 식별하는 데 사용된다.
일반적으로 채널 번호는 주파수(MHz)에 5를 곱하는 공식으로 유도된다. 그러나 이 방식은 200 kHz의 배수 중심에 있는 채널만 나타낼 수 있으며, 이는 북미 지역의 라이선스에 맞지 않는다. 3GPP는 일반적인 북미 채널에 대해 몇 가지 특별한 값을 추가했다.

### 스펙트럼 할당
2004년 12월 기준, GSM을 기반으로 하는 W-CDMA 무선 접속 기술을 명시하는 라이선스가 전 세계적으로 130개 이상 부여되었다. 유럽에서는 기술 거품의 끝자락에 라이선스 절차가 진행되었으며, 일부 국가에서 할당을 위해 설정된 경매 메커니즘으로 인해 원래 2100 MHz 라이선스에 대해 엄청나게 높은 가격이 지불되었는데, 특히 영국과 독일에서 그러했다. 독일에서는 입찰자들이 6개의 라이선스에 총 508억 유로를 지불했으며, 이 중 2개는 이후 구매자(Mobilcom 및 Sonera/텔레포니카 컨소시엄)에 의해 포기되고 손상 처리되었다. 이러한 막대한 라이선스 비용은 수년 후 예상되는 미래 소득에 대한 매우 큰 세금의 성격을 띤다고 제안되었다. 어쨌든 지불된 높은 가격은 일부 유럽 통신 사업자를 파산 직전으로 몰아넣었다(가장 두드러진 것은 KPN이다). 지난 몇 년 동안 일부 사업자는 라이선스 비용의 일부 또는 전부를 상각했다. 2007년에서 2009년 사이에 핀란드의 세 통신사는 모두 시골 지역 커버리지를 위해 주변 2G GSM 기지국과의 공유 방식으로 900 MHz UMTS를 사용하기 시작했으며, 이러한 추세는 향후 1~3년 내에 유럽 전역으로 확대될 것으로 예상된다.
유럽과 아시아 대부분 지역의 UMTS에 할당된 2100 MHz 대역(다운링크 약 2100 MHz, 업링크 약 1900 MHz)은 이미 북미에서 사용 중이다. 1900 MHz 대역은 2G (PCS) 서비스에, 2100 MHz 대역은 위성 통신에 사용된다. 그러나 규제 기관은 3G 서비스를 위해 2100 MHz 대역의 일부를, 업링크를 위해 약 1700 MHz 대역의 다른 부분을 해제했다.
AT&T 무선은 2004년 말까지 기존의 2G PCS 서비스에 할당된 1900 MHz 스펙트럼만을 사용하여 미국에서 UMTS 서비스를 시작했다. 싱귤러는 2004년에 AT&T 무선을 인수했으며, 이후 미국 일부 도시에서 UMTS를 출시했다. 싱귤러는 AT&T 모빌리티로 이름을 변경하고 850 MHz 대역의 UMTS 네트워크를 출시하여 기존 1900 MHz UMTS 네트워크를 강화하고 있으며, 현재 가입자들에게 여러 듀얼 밴드 UMTS 850/1900 폰을 제공하고 있다.
미국에서 T-Mobile의 UMTS 구축은 원래 1700 MHz 대역에 초점을 맞추었다. 그러나 T-Mobile은 4G LTE 서비스에 스펙트럼을 재할당하기 위해 1700 MHz에서 1900 MHz (PCS)로 사용자를 이동하고 있다.
캐나다에서는 로저스 및 벨-텔러스 네트워크에서 850 MHz 및 1900 MHz 대역에서 UMTS 서비스를 제공하고 있다. 벨과 텔러스는 네트워크를 공유한다. 최근 새로운 제공업체인 윈드 모바일, 모빌리티 및 비데오트론이 1700 MHz 대역에서 사업을 시작했다.
2008년, 오스트레일리아 통신사 텔스트라는 기존 CDMA 네트워크를 850 MHz 대역에서 운영되는 UMTS 기반 전국 3G 네트워크로 교체했으며, 이는 NextG라는 브랜드로 출시되었다. 텔스트라는 현재 이 네트워크와 3GIS라는 소유 및 관리 회사의 공동 소유를 통해 2100 MHz UMTS 네트워크에서도 UMTS 서비스를 제공한다. 이 회사는 허치슨 3G 오스트레일리아와도 공동 소유이며, 이는 고객이 주로 사용하는 네트워크이다. 옵터스는 현재 도시와 대부분의 대도시에서는 2100 MHz 대역에서, 지역에서는 900 MHz 대역에서 운영되는 3G 네트워크를 구축하고 있다. 보다폰 또한 900 MHz 대역을 사용하는 3G 네트워크를 구축하고 있다.
인도에서는 BSNL이 2009년 10월부터 3G 서비스를 시작했으며, 대도시에서 시작하여 소도시로 확장하고 있다. 850 MHz 및 900 MHz 대역은 1700/1900/2100 MHz 네트워크에 비해 더 넓은 커버리지를 제공하며, 기지국과 가입자 간 거리가 더 먼 지역에 가장 적합하다.
남미 통신사들도 이제 850 MHz 네트워크를 구축하고 있다.

## 상호 운용성 및 글로벌 로밍
UMTS 폰(및 데이터 카드)은 휴대성이 뛰어나다. 이들은 다른 UMTS 네트워크로 쉽게 로밍하도록 설계되었다(제공업체 간에 로밍 계약이 체결된 경우). 또한, 거의 모든 UMTS 폰은 UMTS/GSM 듀얼 모드 장치이므로, 통화 중 UMTS 커버리지를 벗어나더라도 통화는 사용 가능한 GSM 커버리지로 투명하게 핸드오프될 수 있다. 로밍 요금은 일반적으로 일반 사용 요금보다 훨씬 높다.
대부분의 UMTS 라이선스 보유자는 보편적이고 투명한 글로벌 로밍을 중요한 문제로 간주한다. 높은 수준의 상호 운용성을 가능하게 하기 위해 UMTS 폰은 일반적으로 GSM 폴백 외에 여러 다른 주파수를 지원한다. 다른 국가들은 다른 UMTS 주파수 대역을 지원한다. 유럽은 처음에 2100 MHz를 사용했지만, 미국 대부분의 통신사는 850 MHz와 1900 MHz를 사용한다. T-Mobile은 미국에서 1700 MHz (상향링크) / 2100 MHz (하향링크)에서 작동하는 네트워크를 출시했으며, 이러한 대역은 미국, 캐나다 및 라틴 아메리카의 다른 지역에서도 채택되었다. UMTS 폰과 네트워크는 함께 작동하려면 공통 주파수를 지원해야 한다. 사용되는 주파수 때문에 미국용으로 지정된 초기 UMTS 폰 모델은 다른 지역에서 작동하지 않을 가능성이 높고 그 반대의 경우도 마찬가지이다. 현재 전 세계적으로 11가지 다른 주파수 조합이 사용되고 있으며, 이에는 이전에 2G 서비스에만 사용되었던 주파수도 포함된다.
UMTS 폰은 USIM(SIM 카드 기반)을 사용할 수 있으며, GSM SIM 카드와도 (UMTS 서비스를 포함하여) 작동한다. 이는 글로벌 식별 표준으로, 네트워크가 폰에 있는 (U)SIM을 식별하고 인증할 수 있도록 한다. 네트워크 간의 로밍 계약을 통해 로밍 중인 고객에게 전화가 리디렉션될 수 있으며, 사용자에게 제공되는 서비스(및 요금)를 결정할 수 있다. 사용자 가입자 정보 및 인증 정보 외에도 (U)SIM은 전화번호부 연락처를 저장할 수 있는 공간을 제공한다. 핸드셋은 자체 메모리나 (U)SIM 카드에 데이터를 저장할 수 있다(일반적으로 전화번호부 연락처 정보가 더 제한적임). (U)SIM은 다른 UMTS 또는 GSM 폰으로 이동할 수 있으며, 폰은 (U)SIM의 사용자 세부 정보를 가져온다. 즉, 폰의 전화번호와 폰에서 걸린 통화에 대한 요금 청구는 (U)SIM이 결정한다.
일본은 3G 기술을 가장 먼저 채택한 국가였으며, 이전에 GSM을 사용하지 않았기 때문에 핸드셋에 GSM 호환성을 구축할 필요가 없었고, 그들의 3G 핸드셋은 다른 지역에서 사용 가능한 것보다 작았다. 2002년 NTT 도코모의 FOMA 3G 네트워크는 최초의 상용 UMTS 네트워크였는데 – 사전 출시 사양을 사용했기 때문에, 초기에는 무선 수준에서 UMTS 표준과 호환되지 않았지만 표준 USIM 카드를 사용했기 때문에 USIM 카드 기반 로밍이 가능했다(여행 시 USIM 카드를 UMTS 또는 GSM 폰으로 옮기는 방식). 현재 NTT 도코모와 소프트뱅크 모바일(2002년 12월 3G 출시) 모두 표준 UMTS를 사용한다.

### 핸드셋 및 모뎀

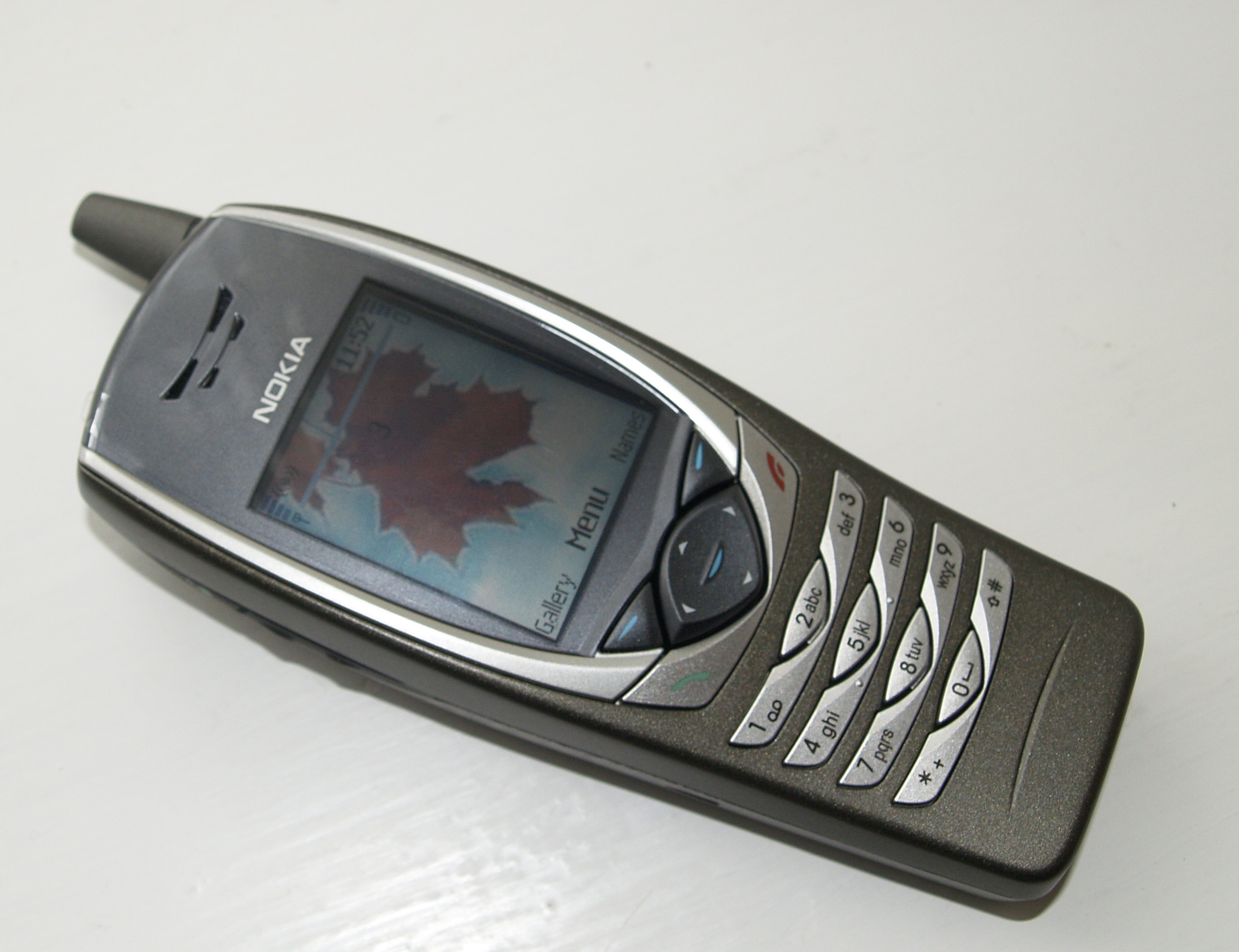
초기 (2003년) UMTS 핸드셋인 노키아 6650

대부분의 주요 2G 휴대폰 제조업체는 3G 휴대폰 제조업체이기도 했다. 초기 3G 핸드셋 및 모뎀은 해당 국가에 필요한 주파수에 특화되어 있었으므로, 동일한 3G 주파수로 다른 국가에서만 로밍할 수 있었다(하지만 여전히 제공되는 구형 GSM 표준으로 폴백할 수 있었다). 캐나다와 미국은 대부분의 유럽 국가와 마찬가지로 공통 주파수 대역을 공유한다. UMTS 주파수 대역 문서는 전 세계 UMTS 네트워크 주파수에 대한 개요를 제공한다.
셀룰러 라우터, PCMCIA 또는 USB 카드를 사용하면 고객은 태블릿 컴퓨터나 PDA 등 어떤 컴퓨터를 선택하든 3G 광대역 서비스에 액세스할 수 있다. 일부 소프트웨어는 모뎀에서 자동 설치되므로, 어떤 경우에는 기술 지식이 전혀 없어도 즉시 온라인 상태가 될 수 있다. 3G 및 블루투스 2.0을 지원하는 휴대폰을 사용하면 여러 블루투스 지원 노트북을 인터넷에 연결할 수 있다. 일부 스마트폰은 모바일 WLAN 액세스 포인트로도 작동할 수 있다.
모든 3G 주파수(UMTS850/900/1700/1900/2100 MHz)를 지원하는 3G 휴대폰이나 모뎀은 거의 없다. 2010년, 노키아는 N8 및 E7을 포함한 펜타밴드 3G 커버리지를 제공하는 여러 휴대폰을 출시했다. 다른 많은 휴대폰도 여러 대역을 제공하여 광범위한 로밍이 가능하다. 예를 들어, Apple의 아이폰 4에는 850/900/1900/2100 MHz에서 작동하는 쿼드밴드 칩셋이 포함되어 있어 UMTS-FDD가 배포된 대부분의 국가에서 사용할 수 있다.

## 기타 경쟁 표준
UMTS의 주요 경쟁자는 3GPP2에서 개발한 CDMA2000 (IMT-MC)이다. UMTS와 달리 CDMA2000은 기존 2G 표준인 cdmaOne의 진화적 업그레이드이며, 동일한 주파수 할당 내에서 작동할 수 있다. 이와 CDMA2000의 더 좁은 대역폭 요구 사항은 기존 스펙트럼에 배포하기 더 쉽게 만든다. 일부 경우, 기존 GSM 사업자는 UMTS 또는 GSM 중 하나만 구현하기에 충분한 스펙트럼만 가지고 있다. 예를 들어, 미국 D, E, F PCS 스펙트럼 블록에서는 각 방향으로 5 MHz의 스펙트럼이 사용 가능하다. 표준 UMTS 시스템은 해당 스펙트럼을 포화시킬 것이다. CDMA2000이 배포된 곳에서는 일반적으로 UMTS와 공존한다. 그러나 많은 시장에서는 동일한 라이선스 스펙트럼 조각에 두 가지 표준을 공동 배치하는 데 법적 장애물이 존재하므로 공존 문제는 거의 관련이 없다.
UMTS의 또 다른 경쟁자는 EDGE (IMT-SC)로, 2G GSM 시스템의 진화적 업그레이드이며 기존 GSM 스펙트럼을 활용한다. 또한 무선 통신 사업자가 UMTS를 제공하기 위해 거의 모든 새로운 장비를 설치해야 하는 것보다 기존 GSM 전송 하드웨어를 업그레이드하여 EDGE 기능을 "추가"하는 것이 훨씬 쉽고 빠르며 훨씬 저렴하다. 그러나 UMTS와 마찬가지로 3GPP에서 개발되었기 때문에 EDGE는 진정한 경쟁자가 아니다. 대신, UMTS 출시 이전에 또는 시골 지역의 보완책으로 임시 솔루션으로 사용된다. 이는 GSM/EDGE 및 UMTS 사양이 공동 개발되고 동일한 코어 네트워크에 의존하여 수직 핸드오버를 포함한 듀얼 모드 작동을 허용한다는 사실에 의해 용이해진다. 
중국의 TD-SCDMA 표준도 종종 경쟁자로 여겨진다. TD-SCDMA는 UMTS Release 4에 UTRA-TDD 1.28 Mcps 저칩률 (UTRA-TDD LCR)로 추가되었다. TD-CDMA (UTRA-TDD 3.84 Mcps 고칩률, UTRA-TDD HCR)가 W-CDMA (UTRA-FDD)를 보완하는 것과 달리, 마이크로셀과 매크로셀 모두에 적합하다. 그러나 공급업체의 지원 부족으로 인해 실제 경쟁자가 되는 것을 막고 있다.
DECT는 기술적으로 인구 밀집 도시 지역에서 UMTS 및 기타 셀룰러 네트워크와 경쟁할 수 있지만, 가정용 무선 전화 및 사설 사내 네트워크에만 배치되었다.
이러한 모든 경쟁자들은 UMTS-FDD와 함께 ITU에 의해 IMT-2000 3G 표준 계열의 일부로 승인되었다.
인터넷 접속 측면에서는 WiMAX 및 Flash-OFDM을 포함한 경쟁 시스템이 있다.

## GSM/GPRS에서 UMTS로의 마이그레이션
GSM/GPRS 네트워크에서 다음과 같은 네트워크 요소를 재사용할 수 있다.
- 홈 위치 레지스터 (HLR)
- 방문자 위치 레지스터 (VLR)
- 장비 식별 레지스터 (EIR)
- 이동 통신 교환기 (MSC)
- 게이트웨이 이동 교환국 (GMSC)
- 인증 센터 (AUC)
- 서비스 GPRS 지원 노드 (SGSN)
- 게이트웨이 GPRS 지원 노드 (GGSN)

GSM/GPRS 통신 무선 네트워크에서는 다음 요소를 재사용할 수 없다.
- 기지국 송수신기 (BTS)
- 기지국 컨트롤러 (BSC)
- 패킷 제어 장치 (PCU)

이러한 요소는 네트워크에 남아 네트워크 마이그레이션 및 새로운 3G 단말기가 네트워크에서 사용 가능해질 때 2G 및 3G 네트워크가 공존하는 듀얼 네트워크 운영에서 사용될 수 있다.
UMTS 네트워크는 3GPP에 따라 새로운 네트워크 요소를 도입한다.
- 노드 B (기지국 송수신기)
- 무선 네트워크 컨트롤러 (RNC)
- 미디어 게이트웨이 (MGW)

UMTS로 전환할 때 MSC의 기능이 변경된다. GSM 시스템에서는 MSC가 네트워크를 통해 A- 및 B-가입자를 연결하는 등 모든 회선 교환 작업을 처리한다. UMTS에서는 미디어 게이트웨이(MGW)가 회선 교환 네트워크에서 데이터 전송을 담당한다. MSC는 MGW 작업을 제어한다.

## 문제 및 쟁점
미국을 포함한 일부 국가들은 ITU 권고와 다르게 스펙트럼을 할당하여 UMTS에 가장 일반적으로 사용되는 표준 대역(UMTS-2100)을 사용할 수 없었다. 이들 국가에서는 대체 대역이 사용되어 기존 UMTS-2100 장비의 상호 운용성을 방해하고, 이들 시장에서 사용될 다른 장비를 설계 및 제조해야 했다. 오늘날의 GSM900의 경우와 마찬가지로 표준 UMTS 2100 MHz 장비는 이들 시장에서 작동하지 않을 것이다. 그러나 UMTS는 GSM이 겪었던 핸드셋 대역 호환성 문제만큼 크게 고통받지 않는 것으로 보인다. 많은 UMTS 핸드셋이 UMTS 및 GSM 모드 모두에서 멀티밴드를 지원하기 때문이다. 펜타밴드 (850, 900, 1700, 2100, 1900 MHz 대역), 쿼드밴드 GSM (850, 900, 1800, 1900 MHz 대역) 및 트라이밴드 UMTS (850, 1900, 2100 MHz 대역) 핸드셋이 점점 더 보편화되고 있다.
초창기 UMTS는 여러 나라에서 문제를 겪었다. 배터리 수명이 좋지 않은 무거운 핸드셋이 무게와 폼팩터에 매우 민감한 시장에 먼저 출시되었다. 허치슨의 3 네트워크에 처음 출시된 모토로라 A830 핸드셋은 200 그램이 넘었으며, 심지어 핸드셋 무게를 줄이기 위해 분리 가능한 카메라를 장착했다. 또 다른 중요한 문제는 UMTS에서 GSM으로의 핸드오버 문제와 관련된 통화 신뢰성이었다. 고객들은 핸드오버가 한 방향(UMTS → GSM)으로만 가능하고, 핸드셋은 통화를 끊은 후에야 UMTS로 다시 전환되므로 연결이 끊기는 것을 경험했다. 전 세계 대부분의 네트워크에서는 더 이상 문제가 되지 않는다.
GSM에 비해 UMTS 네트워크는 초기 기지국 밀도가 더 높아야 했다. 주문형 비디오 기능을 포함한 완전한 UMTS의 경우, 1~1.5 km마다 기지국을 설치해야 했다. 이는 2100 MHz 대역만 사용되었을 때의 경우였지만, 저주파 대역(예: 850 및 900 MHz)의 사용이 증가하면서 더 이상 그렇지 않다. 이로 인해 2006년부터 사업자들의 저대역 네트워크 구축이 증가했다.
현재 기술 및 저대역 UMTS에서도 UMTS를 통한 전화 및 데이터는 유사한 GSM 네트워크보다 더 많은 전력을 필요로 한다. Apple Inc.은 1세대 아이폰이 EDGE만 지원하는 이유로 UMTS 전력 소비를 언급했다. 그들이 출시한 아이폰 3G는 UMTS 통화 시간을 핸드셋이 GSM을 사용하도록 설정했을 때의 절반이라고 인용했다. 다른 제조업체들도 GSM 모드에 비해 UMTS 모드에서 배터리 수명이 다르다고 지적한다. 배터리 및 네트워크 기술이 향상됨에 따라 이 문제는 줄어들고 있다.

### 보안 문제
2008년부터 통신사 네트워크가 사용자 위치 정보를 몰래 수집하는 데 사용될 수 있다는 사실이 알려졌다. 2014년 8월, 워싱턴 포스트는 신호 시스템 No. 7 (SS7) 프로토콜을 사용하여 전 세계 어디에서든 발신자를 추적할 수 있는 감시 시스템의 광범위한 마케팅에 대해 보도했다.
2014년 12월, SS7의 자체 기능이 보안상의 허점 때문에 감시에 재사용될 수 있다는 뉴스가 터져 나왔다. 이는 실시간으로 통화를 도청하거나 암호화된 통화 및 문자를 기록하여 나중에 해독하거나 사용자 및 이동통신 사업자를 사취하는 데 사용될 수 있었다.
도이체 텔레콤과 보다폰은 같은 날 네트워크의 허점을 수정했다고 발표했지만, 이 문제는 전 세계적이며 통신 시스템 전체의 해결책이 필요하다고 밝혔다.

## 릴리스
UMTS의 진화는 계획된 릴리스에 따라 진행된다. 각 릴리스는 새로운 기능을 도입하고 기존 기능을 개선하도록 설계된다.

### 릴리스 '99
- 베어러 서비스
- 64 kbit/s 회선 교환
- 384 kbit/s 패킷 교환
- 위치 서비스
- 통화 서비스: GSM 호환, USIM (Universal Subscriber Identity Module) 기반
- 음성 품질 기능 – Tandem Free Operation
- 주파수 2.1 GHz

### 릴리스 4
- 엣지 라디오
- 멀티미디어 메시징
- MExE (Mobile Execution Environment)
- 향상된 위치 서비스
- IP 멀티미디어 서비스 (IMS)
- TD-SCDMA (UTRA-TDD 1.28 Mcps 저칩률)

### 릴리스 5
- IP 멀티미디어 서브시스템 (IMS)
- IPv6, UTRAN의 IP 전송
- GERAN, MExE 등의 개선
- HSDPA

### 릴리스 6
- WLAN 통합
- 멀티미디어 방송 및 멀티캐스트
- IMS 개선
- HSUPA
- Fractional DPCH

### 릴리스 7
- 향상된 L2
- 64 QAM, MIMO
- HSPA 상의 음성
- CPC – 연속 패킷 연결
- FRLC – 유연한 RLC

### 릴리스 8
- 듀얼셀 HSDPA

### 릴리스 9
- 듀얼셀 HSUPA

## 같이 보기
- LTE (전기통신)
- 광대역 부호 다중 분할 접속
- TD-SCDMA
- CDMA2000
- 와이맥스
- 고속 패킷 접속
- 와이파이